# نهائي كأس ولي العهد السعودي 2007
نهائي كأس ولي العهد السعودي 2007 هي مباراة تحديد الفائز بكأس ولي العهد السعودي 2006–07. اقيمت المباراة في ملعب استاد الأمير عبد الله الفيصل بمدينة جدة بتاريخ 27 أبريل 2007 وقد فاز بالمبارة نادي الاهلي بنتيجة هدفين مقابل هدف.